# Ivan Rakitić
Ivan Rakitić (phát âm tiếng Serbia-Croatia: [ǐʋan rǎkititɕ]; sinh ngày 10 tháng 3 năm 1988) là một cựu cầu thủ bóng đá chuyên nghiệp người Croatia từng thi đấu ở vị trí tiền vệ.
Rakitić bắt đầu sự nghiệp chuyên nghiệp của mình tại Basel và trải qua hai mùa giải với họ trước khi anh ký hợp đồng với Schalke 04. Sau khi trải qua ba mùa giải rưỡi ở Bundesliga, anh ký hợp đồng với Sevilla vào tháng 1 năm 2011. Hai năm sau, Rakitić được xác nhận là đội trưởng và dẫn dắt đội bóng đến với vinh quang ở UEFA Europa League. Vào tháng 6 năm 2014, Barcelona và Sevilla đạt được thỏa thuận về vụ chuyển nhượng của Rakitić. Trong mùa giải đầu tiên của anh với Barça, anh giành được cú ăn ba bao gồm La Liga, Copa del Rey và UEFA Champions League. Anh ghi bàn thắng đầu tiên trong trận chung kết Champions League 2015 và trở thành cầu thủ đầu tiên từ trước đến nay vô địch Champions League một năm sau khi vô địch Europa League khi thi đấu cho hai câu lạc bộ. Sau khi có 200 trận ra sân và giành thêm 10 danh hiệu với Barcelona, Rakitić trở lại Sevilla vào năm 2020.
Sinh ra từ Thụy Sĩ với bố mẹ từ Nam Tư, Rakitić thi đấu cho Thụy Sĩ tại cấp độ trẻ, nhưng sau này anh đổi ý quyết định đại diện Croatia tại cấp độ đội tuyển quốc gia. Anh có trận đấu ra mắt cho Croatia vào năm 2007 và kể từ đó đại diện nước này tại UEFA Euro 2008, 2012 và 2016 cùng với FIFA World Cup 2014 và 2018, đi đến trận chung kết của giải năm 2018. Anh giã từ sự nghiệp đội tuyển vào tháng 9 năm 2020 sau khi có 106 lần ra sân, qua đó là cầu thủ có số trận ra sân nhiều thứ tư trong lịch sử của Croatia.

## Phong cách thi đấu
Rakitic là mẫu tiền vệ đa năng, có thể thi đấu ở bất kỳ vai trò nào ở tuyến giữa. Có khả năng lên công về thủ nhịp nhàng. Rakitic là mắt xích quan trong ở cả CLB Barcelona lẫn đội tuyển Croatia. Lối chơi đơn giản, luôn đặt hiệu quả lên hàng đầu của Rakitic phản ánh tính cách và những đóng góp thầm lặng của anh.
Trong một cuộc phỏng vấn với BeIN Sports năm 2019, huấn luyện viên José Mourinho đã miêu tả Rakitíc là "một trong những cầu thủ bị đánh giá thiếu công bằng nhất trong thế giới bóng đá". Ông nói thêm: "Cậu ấy là một cầu thủ tuyệt vời trên mọi phương diện. Ngay cả trong việc phòng ngự, cậu ấy cũng thực hiện tốt để bù đắp phần nào công việc cho [Lionel] Messi. Cậu ấy chạy và kiểm soát bóng, đơn giản nhưng hiệu quả".

## Cuộc sống cá nhân
Rakitić kết hôn với Raquel Mauri vào tháng 4 năm 2013 tại Seville sau hai năm hẹn hò. Họ đã có với nhau hai cô con gái.
Rakitic có thể nói thành thạo tiếng Croatia, tiếng Đức, tiếng Tây Ban Nha, tiếng Anh, tiếng Pháp và tiếng Ý.

## Thống kê sự nghiệp

### Câu lạc bộ
Tính đến 1 tháng 9 năm 2020
| Câu lạc bộ          | Mùa giải            | Vô địch quốc gia    | Vô địch quốc gia | Vô địch quốc gia | Cúp quốc gia | Cúp quốc gia | Châu Âu | Châu Âu | Khác    | Khác   | Tổng cộng | Tổng cộng |
| Câu lạc bộ          | Mùa giải            | Hạng đấu            | Số trận          | Số bàn           | Số trận      | Số bàn       | Số trận | Số bàn  | Số trận | Số bàn | Số trận   | Số bàn    |
| ------------------- | ------------------- | ------------------- | ---------------- | ---------------- | ------------ | ------------ | ------- | ------- | ------- | ------ | --------- | --------- |
| Basel               | 2005–06             | Swiss Super League  | 1                | 0                | 1            | 0            | 1       | 0       | –       | –      | 3         | 0         |
| Basel               | 2006–07             | Swiss Super League  | 33               | 11               | 5            | 0            | 9       | 0       | –       | –      | 47        | 11        |
| Basel               | Tổng cộng           | Tổng cộng           | 34               | 11               | 6            | 0            | 10      | 0       | –       | –      | 50        | 11        |
| Schalke 04          | 2007–08             | Bundesliga          | 29               | 3                | 3            | 1            | 7       | 0       | 3       | 0      | 42        | 4         |
| Schalke 04          | 2008–09             | Bundesliga          | 23               | 1                | 4            | 1            | 7       | 1       | –       | –      | 34        | 3         |
| Schalke 04          | 2009–10             | Bundesliga          | 29               | 7                | 4            | 0            | –       | –       | –       | –      | 33        | 7         |
| Schalke 04          | 2010–11             | Bundesliga          | 16               | 1                | 4            | 1            | 5       | 0       | 1       | 0      | 26        | 2         |
| Schalke 04          | Tổng cộng           | Tổng cộng           | 97               | 12               | 15           | 3            | 19      | 1       | 4       | 0      | 135       | 16        |
| Sevilla             | 2010–11             | La Liga             | 13               | 6                | 1            | 0            | 2       | 0       | –       | –      | 16        | 6         |
| Sevilla             | 2011–12             | La Liga             | 36               | 0                | 3            | 1            | 0       | 0       | –       | –      | 39        | 1         |
| Sevilla             | 2012–13             | La Liga             | 34               | 9                | 8            | 3            | –       | –       | –       | –      | 42        | 12        |
| Sevilla             | 2013–14             | La Liga             | 34               | 12               | 0            | 0            | 18      | 3       | –       | –      | 52        | 15        |
| Sevilla             | Tổng cộng           | Tổng cộng           | 117              | 27               | 12           | 4            | 20      | 3       | –       | –      | 149       | 34        |
| Barcelona           | 2014–15             | La Liga             | 32               | 5                | 7            | 1            | 12      | 2       | –       | –      | 51        | 8         |
| Barcelona           | 2015–16             | La Liga             | 36               | 7                | 6            | 0            | 10      | 2       | 5       | 0      | 57        | 9         |
| Barcelona           | 2016–17             | La Liga             | 32               | 8                | 8            | 1            | 9       | 0       | 2       | 0      | 51        | 9         |
| Barcelona           | 2017–18             | La Liga             | 35               | 1                | 8            | 2            | 10      | 1       | 2       | 0      | 55        | 4         |
| Barcelona           | 2018–19             | La Liga             | 34               | 3                | 7            | 1            | 12      | 1       | 1       | 0      | 54        | 5         |
| Barcelona           | 2019–20             | La Liga             | 31               | 1                | 3            | 0            | 7       | 0       | 1       | 0      | 42        | 1         |
| Barcelona           | Tổng cộng           | Tổng cộng           | 200              | 25               | 39           | 5            | 60      | 6       | 11      | 0      | 310       | 36        |
| Sevilla             | 2020–21             | La Liga             | 37               | 4                | 4            | 2            | 8       | 2       | 1       | 0      | 50        | 8         |
| Sevilla             | 2021–22             | La Liga             | 35               | 4                | 3            | 0            | 8       | 3       | —       | —      | 46        | 7         |
| Sevilla             | 2022–23             | La Liga             | 31               | 1                | 5            | 1            | 15      | 0       | —       | —      | 51        | 2         |
| Sevilla             | 2023–24             | La Liga             | 18               | 2                | 2            | 0            | 6       | 0       | 1       | 0      | 27        | 2         |
| Sevilla             | Tổng cộng           | Tổng cộng           | 121              | 11               | 14           | 3            | 37      | 5       | 2       | 0      | 174       | 19        |
| Tổng cộng sự nghiệp | Tổng cộng sự nghiệp | Tổng cộng sự nghiệp | 590              | 93               | 87           | 15           | 146     | 15      | 17      | 0      | 840       | 123       |

Ghi chú
1. ↑  Bao gồm cúp quốc gia Thụy Sĩ, cúp bóng đá Đức và cúp Nhà vua Tây Ban Nha

1. 1 2  Ra sân ở UEFA Cup
2. 1 2 3 4 5 6 7 8 9 10  Ra sân ở UEFA Champions League
3. ↑  Ra sân ở DFL-Ligapokal 2007
4. ↑  2 trận ở UEFA Champions League và 5 trận, 1 bàn ở UEFA Cup
5. ↑  Ra sân ở siêu cúp bóng đá Đức 2010
6. 1 2  Ra sân ở UEFA Europa League
7. ↑  2 trận ở siêu cúp Tây Ban Nha 2015, 1 trận ở siêu cúp châu Âu 2015, 2 trận ở FIFA Club World Cup
8. 1 2 3 4  Ra sân ở Siêu cúp bóng đá Tây Ban Nha
9. 1 2  Ra sân tại UEFA Super Cup
10. ↑  Năm trận và hai bàn thắng tại UEFA Champions League, ba trận và một bàn thắng tại UEFA Europa League
11. ↑  Sáu lần ra sân tại UEFA Champions League, chín lần ra sân tại UEFA Europa League

### Đội tuyển quốc gia
Tính đến 13 tháng 10 năm 2019
| Đội tuyển quốc gia Croatia | Đội tuyển quốc gia Croatia | Đội tuyển quốc gia Croatia |
| Năm                        | Số lần ra sân              | Số bàn thắng               |
| -------------------------- | -------------------------- | -------------------------- |
| 2007                       | 5                          | 1                          |
| 2008                       | 11                         | 4                          |
| 2009                       | 8                          | 2                          |
| 2010                       | 8                          | 1                          |
| 2011                       | 6                          | 0                          |
| 2012                       | 10                         | 1                          |
| 2013                       | 11                         | 0                          |
| 2014                       | 10                         | 0                          |
| 2015                       | 6                          | 1                          |
| 2016                       | 7                          | 3                          |
| 2017                       | 6                          | 0                          |
| 2018                       | 14                         | 2                          |
| 2019                       | 4                          | 0                          |
| Tổng cộng                  | 106                        | 15                         |

### Bàn thắng quốc tế
| #   | Ngày                 | Địa điểm                                                           | Đối thủ       | Bàn thắng | Kết quả | Giải đấu                 |
| --- | -------------------- | ------------------------------------------------------------------ | ------------- | --------- | ------- | ------------------------ |
| 1.  | 12 tháng 9 năm 2007  | Sân vận động Thành phố Andorra la Vella, Andorra la Vella, Andorra | Andorra       | 0–6       | 0–6     | Vòng loại Euro 2008      |
| 2.  | 20 tháng 8 năm 2008  | Sân vận động Ljudski vrt, Maribor, Slovenia                        | Slovenia      | 1–1       | 2–3     | Giao hữu                 |
| 3.  | 20 tháng 8 năm 2008  | Sân vận động Ljudski vrt, Maribor, Slovenia                        | Slovenia      | 2–3       | 2–3     | Giao hữu                 |
| 4.  | 15 tháng 10 năm 2008 | Sân vận động Maksimir, Zagreb, Croatia                             | Andorra       | 1–0       | 4–0     | Vòng loại World Cup 2010 |
| 5.  | 15 tháng 10 năm 2008 | Sân vận động Maksimir, Zagreb, Croatia                             | Andorra       | 4–0       | 4–0     | Vòng loại World Cup 2010 |
| 6.  | 11 tháng 2 năm 2009  | Sân vận động Steaua, Bucharest, România                            | România       | 1–1       | 1–2     | Giao hữu                 |
| 7.  | 5 tháng 9 năm 2009   | Sân vận động Maksimir, Zagreb, Croatia                             | Belarus       | 1–0       | 1–0     | Vòng loại World Cup 2010 |
| 8.  | 23 tháng 5 năm 2010  | Sân vận động Gradski vrt, Osijek, Croatia                          | Wales         | 1–0       | 2–0     | Giao hữu                 |
| 9.  | 12 tháng 10 năm 2012 | Philip II Arena, Skopje, Macedonia                                 | Bắc Macedonia | 1–2       | 1–2     | Vòng loại World Cup 2014 |
| 10. | 10 tháng 10 năm 2015 | Sân vận động Maksimir, Zagreb, Croatia                             | Bulgaria      | 2–0       | 3–0     | Vòng loại Euro 2016      |
| 11. | 4 tháng 6 năm 2016   | Sân vận động Rujevica, Rijeka, Croatia                             | San Marino    | 7–0       | 10–0    | Giao hữu                 |
| 12. | 17 tháng 6 năm 2016  | Sân vận động Geoffroy-Guichard, Saint-Étienne, Pháp                | Séc           | 2–0       | 2–2     | Euro 2016                |
| 13. | 5 tháng 9 năm 2016   | Sân vận động Maksimir, Zagreb, Croatia                             | Thổ Nhĩ Kỳ    | 1–0       | 1–1     | Vòng loại World Cup 2018 |
| 14. | 27 tháng 3 năm 2018  | Sân vận động AT&T, Arlington, Hoa Kỳ                               | México        | 1–0       | 1–0     | Giao hữu                 |
| 15. | 21 tháng 6 năm 2018  | Sân vận động Nizhny Novgorod, Nizhny Novgorod, Nga                 | Argentina     | 3–0       | 3–0     | World Cup 2018           |

## Danh hiệu
Basel
- Swiss Cup: 2006–07

Sevilla
- UEFA Europa League: 2013–14, 2022–23

Barcelona
- La Liga: 2014–15, 2015–16, 2017–18, 2018–19
- Copa del Rey: 2014–15, 2015–16, 2016–17, 2017–18
- Supercopa de España: 2016, 2018
- UEFA Champions League: 2014–15
- UEFA Super Cup: 2015
- FIFA Club World Cup: 2015

Croatia
- FIFA World Cup á quân: 2018[19]

### Cá nhân
- Cầu thủ trẻ xuất sắc nhất năm của Swiss Super League: 2006–07
- Bàn thắng đẹp nhất mùa giải của Swiss Super League: 2006–07
- BBVA Fair Play award: 2013–14
- Cầu thủ xuất sắc nhất tháng La Liga: tháng 1 năm 2014
- Cầu thủ xuất sắc nhất trận chung kết UEFA Europa League: 2014
- Đội hình tiêu biểu của La Liga: 2013–14, 2014–15
- Đội hình tiêu biểu của UEFA Europa League: 2013–14
- Đội hình tiêu biểu của UEFA Champions League: 2014–15
- Cầu thủ Croatia xuất sắc nhất năm: 2015
- Vân động viên Croatia xuất sắc nhất năm: 2015

### Khác
- Huân chương Công tước Branimir cùng với Ribbon[20]